# Knucklehead
Knucklehead is een Amerikaanse komedie gepresenteerd door WWE-superster Big Show, Mark Feuerstein, Melora Hardin en Dennis Farina. De film ging in première op 22 oktober 2010. De dvd werd uitgebracht op 9 november 2010.

## Rolbezetting
| Acteur                    | Personage        |
| ------------------------- | ---------------- |
| Mark Feuerstein           | Eddie Sullivan   |
| Melora Hardin             | Mary O'Connor    |
| Paul Wight (The Big Show) | Walter Krunk     |
| Dennis Farina             | Memphis Earl     |
| Wendie Malick             | Sister Francesca |
| Rebecca Creskoff          |                  |
| Bobb'e J. Thompson        | Mad Milton       |
| Will Patton               |                  |
| Saul Rubinek              | rabbijn          |

## Productie
Dit is  de tweede film van WWE Studios met Samuel Goldwyn Films. De eerste film was Legendary, gepresenteerd door worstelaar John Cena.

## Locatie
Het locatie van deze film bevond zich in New Orleans (Louisiana) en eindigde op november 2009.